# Ридзикони
Ридзѝкони (на италиански: Rizziconi, на местен диалект Rizzìcuni, Ридзикуни) е градче и община в Южна Италия, провинция Реджо Калабрия, регион Калабрия. Разположено е на 87 m надморска височина. Населението на общината е 7842 души (към 2012 г.).